# Herta Natzler
Hertha Natzler, auch Herta Natzler, (* 18. Februar 1911 in Wien; † 5. August 1985 in Los Angeles, Kalifornien, Vereinigte Staaten) war eine österreichische Schauspielerin.

## Leben und Wirken
Hertha Natzler entstammt einer weit verzweigten Wiener Künstlerfamilie, allgemein bekannt waren insbesondere ihr Vater Leopold Natzler, der gemeinsam mit seinem Bruder Siegmund Natzler im Souterrain des Theaters an der Wien das Kabarett Die Hölle gegründet hatte, ihre beiden Schwestern Lizzi Natzler und Grete Natzler, die beide an der Bühne und im Film wirkten und Cousin und Filmschauspieler Alfred Reginald Natzler.
Mitte der 1920er Jahre knüpfte Hertha Natzler ihre ersten Theaterkontakte und wurde Ensemblemitglied bei den Wiener Kammerspielen. Im Mai 1928 trat sie in Franz Lehárs Operette Der Zarewitsch am Johann Strauß-Theater auf. Noch im selben Jahr konnte man sie in der österreichischen Hauptstadt in der Revue Jetzt oder nie und in dem Lustspiel Weekend im Paradies, einer Aufführung der Wiener Kammerspiele, sehen. Weitere Auftritte führten sie an die kleine Revuebühne Femina.
1934 erhielt Hertha Natzler gleich vier Filmrollen, dennoch blieben weitere Filmangebote aus, und der zunehmende Antisemitismus auch in Österreich führte schließlich dazu, dass Hertha Natzler nach März 1936 auch am Theater de facto unbeschäftigt blieb. Gemeinsam mit ihrer Schwester Lizzi wanderten sie und beider seit 1926 verwitwete Mutter, der Schauspielerin Lilli Natzler, geb. Meißner, im August 1937 via Rotterdam in die Vereinigten Staaten aus. Im April 1938 heiratete Hertha Natzler in Kairo den Geschäftsmann Frank Leddy, den sie bereits in Wien kennen gelernt hatte. Anfang 1942 wurde ihr Mann von seinem Arbeitgeber Philips nach Sydney (Australien) abberufen. 1945 ließ sie sich von ihrem Gatten scheiden und übersiedelte nach Los Angeles, um ihre Schwestern und ihre Mutter wiederzusehen. Was Hertha Natzler dort die folgenden vier Jahrzehnte tat, ist unbekannt; die Schauspielerei scheint sie jedenfalls nicht wieder aufgenommen zu haben.

## Filmografie (komplett)
- 1934: Peter, das Mädchen von der Tankstelle (Peter)
- 1934: Maskerade
- 1934: Salto in die Seligkeit
- 1934: Nocturno